# Grosbois-i kastély
A Grosbois-i kastély Franciaországban, Párizstól kb. 20 km-re délkeletre, Boissy-Saint-Légertől 2,5 km-re délre, az N19-es / E54-es út mentén található.

## Története
A kastély a 17. században épült, fehér kövekből. IV. Henrik király kincstárnoka építtette, később Charles de Valois Angoulême hercege, (IX. Károly király és Marie Touchet törvénytelen fia) vette meg. Ő két további szárnyat építtetett hozzá, így nyerte el mai külsejét.
Halála után a birtoknak több tulajdonosa is volt, majd a francia forradalom idején állami tulajdonná vált. 1805-ben Louis-Alexandre Berthier marsall tulajdona lett, aki empire stílusban átalakíttatta. Ő csináltatta a szalonok berendezését, a családtagok festményeit, a csatakép-galériát, Aubusson-foteleket, a legyezőgyűjteményt, bőrparavánokat, freskókat (Jacob Frères készíttette az empire stílusú bútorokat). Fia, Napoléon Berthier alapította meg a könyvtárat, amelyben több mint 3000 katonai és történelmi témájú mű, valamint hadászati térképek gyűjteménye található.

## Nyitvatartás
Nyitva vasárnap és ünnepnapokon 14h és 17h között. Zárva december 1. – március 15. között, csoport kivételével. Előzetes jelentkezéssel a múzeum kinyit legalább 20 fős csoportnak bármely napon.